# جبهة الأصوليين التغيريين
جبهة الأصوليين التغيُّريين (بالفارسية: جبهه اصول‌گرایان تحول‌خواه)؛ مجموعة سياسية أصولية إيرانية، تأسست في عام 2005، وهي تتكون من جمعية مُؤثِري الثورة الإسلامية وجمعية مُتتبِّعي الثورة الإسلامية، وكانت عضوًا في الجبهة المتحدة للأصوليين، وتعد جبهة ثبات الثورة الإسلامية أكثر المجموعات الأصولية المنضوية في الجبهة المتحدة قربًا لها. يمثل أعضاء هذه الجبهة جيلًا جديدًا من السياسيين الأصغر سنًا والأكثر حداثة، وهم ينحدرون من خلفيات عسكرية وتعبوية، إذ كانوا سابقًا قادة في البَسيج والحرس الثوري الإيراني. دعمت جبهة الأصوليين التغيريين، في كل من انتخابات الرئاسة عام 2005 وانتخابات الرئاسة عام 2013، المرشح محمد باقر قاليباف، بينما في انتخابات الرئاسة عام 2009، دعمت الرئيس الإيراني محمود أحمدي نجاد، الذي كان ينافس للفوز بولاية رئاسية ثانية.